# Fourier (cràter)

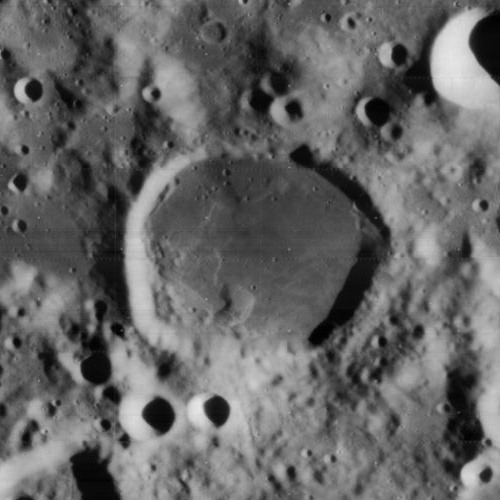
Fourier A

Fourier és un cràter d'impacte que es troba en la part sud-oest de la cara visible de la Lluna, just al sud-est del cràter Vieta. Al nord-est es troba la Mare Humorum. La vora d'aquest cràter és aproximadament circular, però sembla ovalada quan es veu des de la Terra a causa de l'escorç.

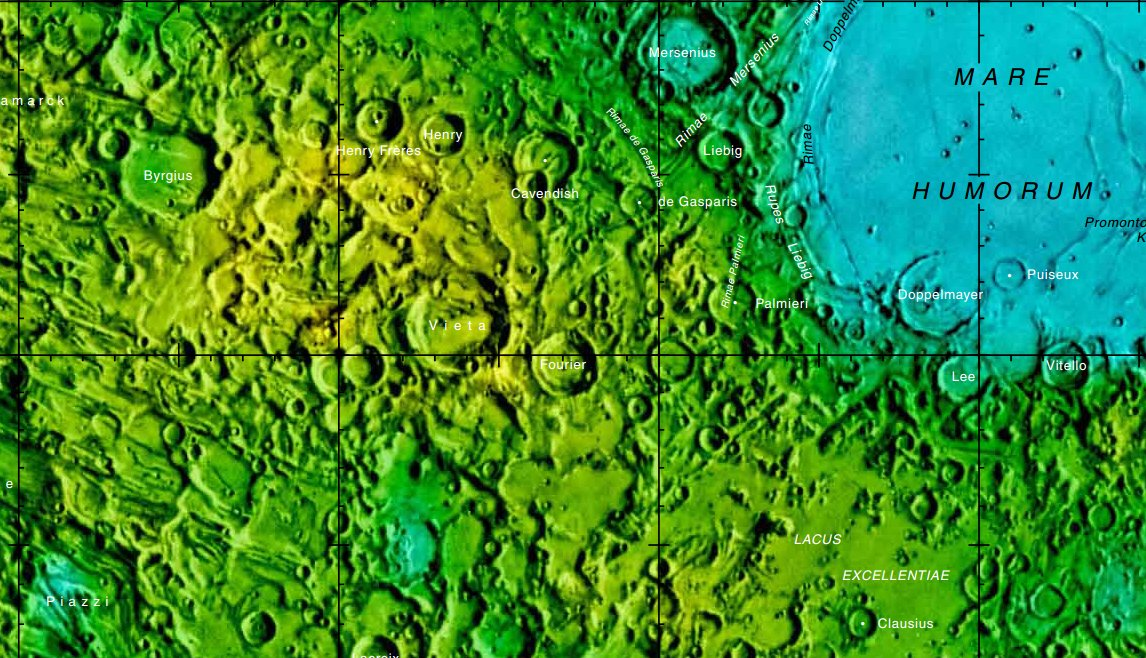
Localització de Fourier. Cartografia de la missió Lunar Reconnaissance Orbiter

Excepte en el nord-nord-oest, la vora exterior no està molt erosionada. El cràter satèl·lit Fourier B es troba en el costat interior de la vora oriental. La paret interior és relativament àmplia en estar lleugerament desplomada, formant una graderia prop del perímetre. El sòl interior abasta una mica més de la meitat del diàmetre total del cràter, i és relativament pla, amb un petit cràter a l'oest del punt central i un altre prop de la vora nord-est.

## Cràters satèl·lit
Per convenció aquests elements són identificats en els mapes lunars posant la lletra en el costat del punt central del cràter que està més prop de Fourier.
|         | \| Fourier \| Coordenades \| Diàmetre \| \| ------- \| ------------------------------------ \| -------- \| \| A \| 30° 12′ S, 49° 30′ O / 30.2°S,49.5°O \| 32 km \| \| B \| 30° 30′ S, 52° 00′ O / 30.5°S,52.0°O \| 11 km \| \| C \| 28° 30′ S, 51° 54′ O / 28.5°S,51.9°O \| 14 km \| \| D \| 31° 30′ S, 50° 24′ O / 31.5°S,50.4°O \| 21 km \| \| E \| 28° 42′ S, 50° 06′ O / 28.7°S,50.1°O \| 14 km \| \| F \| 28° 48′ S, 52° 42′ O / 28.8°S,52.7°O \| 14 km \| \| G \| 29° 24′ S, 51° 42′ O / 29.4°S,51.7°O \| 11 km \| \| K \| 30° 00′ S, 54° 12′ O / 30.0°S,54.2°O \| 10 km \| \| L \| 30° 12′ S, 52° 36′ O / 30.2°S,52.6°O \| 5 km \| \| M \| 30° 24′ S, 53° 06′ O / 30.4°S,53.1°O \| 4 km \| \| N \| 33° 30′ S, 56° 24′ O / 33.5°S,56.4°O \| 10 km \| \| P \| 31° 00′ S, 54° 54′ O / 31.0°S,54.9°O \| 9 km \| \| R \| 34° 12′ S, 51° 12′ O / 34.2°S,51.2°O \| 9 km \| |          |
| Fourier | Coordenades | Diàmetre |
| A       | 30° 12′ S, 49° 30′ O / 30.2°S,49.5°O | 32 km    |
| B       | 30° 30′ S, 52° 00′ O / 30.5°S,52.0°O | 11 km    |
| C       | 28° 30′ S, 51° 54′ O / 28.5°S,51.9°O | 14 km    |
| D       | 31° 30′ S, 50° 24′ O / 31.5°S,50.4°O | 21 km    |
| E       | 28° 42′ S, 50° 06′ O / 28.7°S,50.1°O | 14 km    |
| F       | 28° 48′ S, 52° 42′ O / 28.8°S,52.7°O | 14 km    |
| G       | 29° 24′ S, 51° 42′ O / 29.4°S,51.7°O | 11 km    |
| K       | 30° 00′ S, 54° 12′ O / 30.0°S,54.2°O | 10 km    |
| L       | 30° 12′ S, 52° 36′ O / 30.2°S,52.6°O | 5 km     |
| M       | 30° 24′ S, 53° 06′ O / 30.4°S,53.1°O | 4 km     |
| N       | 33° 30′ S, 56° 24′ O / 33.5°S,56.4°O | 10 km    |
| P       | 31° 00′ S, 54° 54′ O / 31.0°S,54.9°O | 9 km     |
| R       | 34° 12′ S, 51° 12′ O / 34.2°S,51.2°O | 9 km     |

### Altres referències
- (WGPSN), IAU Working Group for Planetary System Nomenclature. «Gazetteer of Planetary Nomenclature. 1:1 Million-Scale Maps of the Moon» (en anglès).  UAI / USGS, 13-02-2013. [Consulta: 6 abril 2016].
- Andersson, L. E.; Whitaker, E. A.,. NASA Catalogue of Lunar Nomenclature (en anglès).  NASA RP-1097, 1982.
- Blue, Jennifer. «Gazetteer of Planetary Nomenclature» (en anglès).  USGS, 25-07-2007. [Consulta: 2 gener 2012].
- Bussey, B.; Spudis, P.. The Clementine Atlas of the Moon (en anglès).  Nueva York: Cambridge University Press, 2004. ISBN 0-521-81528-2.
- Cocks, Elijah E.; Cocks, Josiah C.. Who's Who on the Moon: A Biographical Dictionary of Lunar Nomenclature (en anglès).  Tudor Publishers, 1995. ISBN 0-936389-27-3.
- McDowell, Jonathan. «Lunar Nomenclature» (en anglès).   Jonathan's Space Report, 15-07-2007. [Consulta: 2 gener 2012].
- Menzel, D. H.; Minnaert, M.; Levin, B.; Dollfus, A.; Bell, B. «Report on Lunar Nomenclature by The Working Group of Commission 17 of the IAU» (en anglès). Space Science Reviews, 12, 1971, pàg. 136.
- Moore, Patrick. On the Moon (en anglès).  Sterling Publishing Co, 2001. ISBN 0-304-35469-4.
- Price, Fred W. The Moon Observer's Handbook (en anglès).  Cambridge University Press, 1988. ISBN 0521335000.
- Rükl, Antonín. Atlas of the Moon (en anglès).  Kalmbach Books, 1990. ISBN 0-913135-17-8.
- Webb, Rev. T. W.. Celestial Objects for Common Telescopes, 6ª edición revisada (en anglès).  Dover, 1962. ISBN 0-486-20917-2.
- Whitaker, Ewen A. Mapping and Naming the Moon (en anglès).  Cambridge University Press, 2003. 978-0-521-54414-6.
- Wlasuk, Peter T. Observing the Moon (en anglès).  Springer, 2000. ISBN 1-85233-193-3.